# Ruta Provincial E 61 (Córdoba)

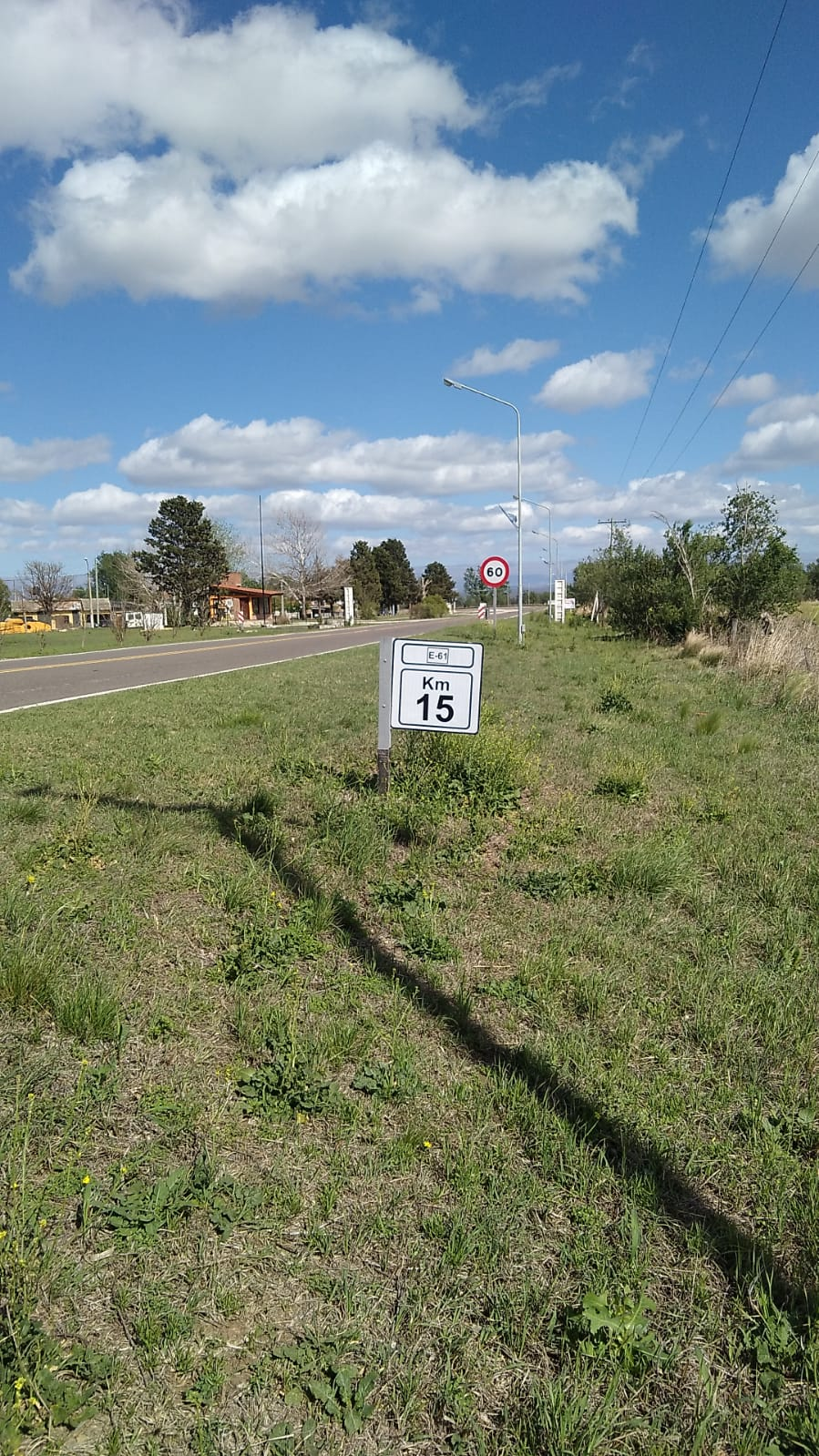
El último km de la RP E 61, interesa la localidad de La Cruz, hasta finalizar en la

La Ruta provincial E-61, es una importante vía de comunicación ubicada en el corazón del Valle de Calamuchita, en la Provincia de Córdoba, República Argentina.
La importancia de esta ruta viene dada no solo por ser el camino que se debe seguir para alcanzar la Unidad Turística Embalse, sino también para llegar a la Central Nuclear Embalse.
Amén de esto, su derrotero continúa hasta alcanzar la  RP 23 , en la localidad de La Cruz, luego de cruzar el río homónimo.
El kilómetro cero de esta ruta se encuentra en el km 115 de la  RP 5  (en la Rotonda de Embalse), allí inicia su derrotero hacia el oeste, aunque luego tuerce su trazado hacia el sur, para luego virar hacia el sudoeste, hasta alcanzar su final en el km 30 de la  RP 23 .

Todo su trazado es de asfalto. Luego de pasar la central nuclear, paralelo al trazado de esta ruta, corre una línea de 500 kV que alcanza el Cerro Pelado, línea que cruza en dos oportunidades, y pertenece al Sistema Interconectado Nacional.

## Recorrido
| CONTgq | ABZq+lr | CONTfq |

|  | BHF |

|  | BHF |

|  | BHF |

| lELC | STR+GRZq | GRZq |

| lELC | STR+GRZq | GRZq |

| WASSERq | hKRZWae | WASSERq |

|  | BHF |

| CONTgq | ABZqlr | CONTfq |

## NOTAS
1. ↑   El kilometraje fue tomado del amojonado en ruta. En caso de ausencia de los mismos, se calculó según información disponible en Internet, o verificación in situ .